# Nihad Đedović
Nihad Đedović (Višegrad, 12. siječnja 1990.) je bosanskohercegovački košarkaš. Visok je 196 cm i igra na poziciji beka šutera.

## Klupska karijera
Košarku je počeo trenirati u Školi košarke Rin. S nepunih 16 godina započeo je profesionalnu karijeru u sarajevskoj KK Bosna, s kojima je postao prvak države. Njegov talenat su primijetili klubovi Girona, Tau Ceramica, i Barcelona. U pregovorima sa spomenutim klubovima, u prosincu 2006, s nepunih 17 godina, izabrao je Barcelonu gdje je i nastavio svoju karijeru (iako je ponuda Tau Ceramike bila financijski izdašnija).

## Reprezentativna karijera
Nastupao je za kadetsku reprezentaciju Bosne i Hercegovine 2005. – 06., te je na Europskom prvenstvu, B Divizije do 16 godina, 2006. godine, ostvario i najbolji prosjek poena po utakmici 20,3 (163 poena u 8 utakmica) uz prosjek šuta iz igre 43,2%. Također je ostvario i druge zapažene statistike, 16 asistencija (2,0 po utakmici) i prosječno 3,5 ukradene lopte (treći na prvenstvu).

## Vanjske poveznice
- Intervju Đedovića  Arhivirana inačica izvorne stranice od 28. rujna 2007. (Wayback Machine)